# Totstellen
Totstellen – Der Sohn eines Landarbeiters wird Bauarbeiter und baut sich ein Haus é um filme de drama coproduzido pela Austrália e Alemanha Ocidental e dirigido por Axel Corti e lançado em 1975. O filme entrou na Nona Festival de Cinema Internacional de Moscou.